# Leuctra illiesi
Leuctra illiesi är en bäcksländeart som beskrevs av Aubert 1956. Leuctra illiesi ingår i släktet Leuctra och familjen smalbäcksländor. Inga underarter finns listade i Catalogue of Life.